# ウルリケ・マイヤー

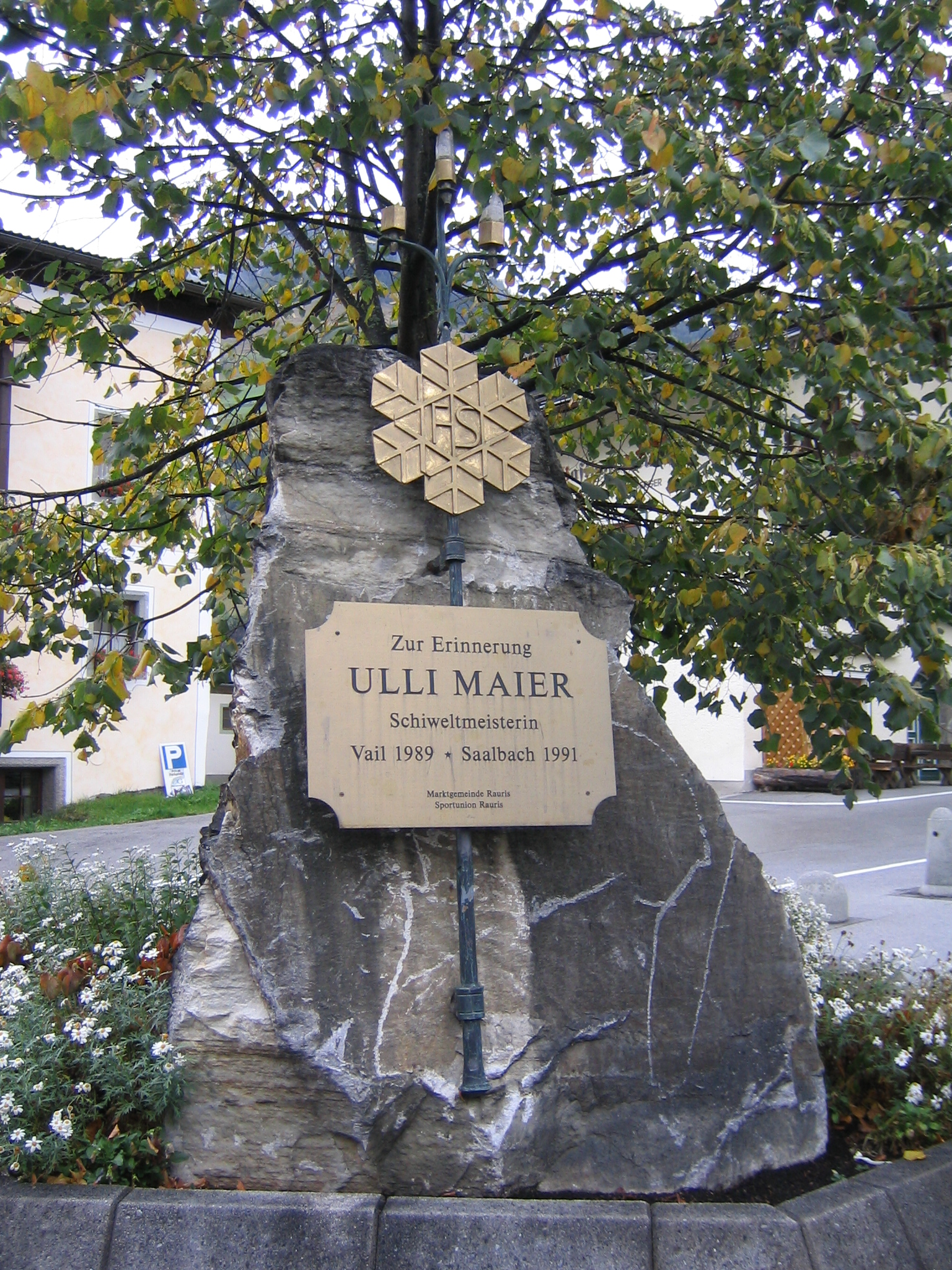
ラウリスにあるマイヤーの記念碑。

ウルリケ・マイヤー（Ulrike Maier 1967年10月22日 - 1994年1月29日）は、オーストリアのアルペンスキー選手。アルペンスキー世界選手権のスーパー大回転で2度世界チャンピオンになった。一部出版物などではウーリケ・マイヤーという日本語表記も見られた。
マイヤーはザルツブルク近郊のラウリス（Rauris）で生まれ、アルペンスキー・ワールドカップには17歳となった1984/85シーズンより出場した。1988年のカルガリーオリンピックでは回転で6位、大回転で10位に入った。1989年アメリカ合衆国・コロラド州のベイルで行われたアルペンスキー世界選手権のスーパー大回転で金メダルに輝いた。このレース後のドーピング検査でマイヤーは妊娠3ヶ月だったことがわかった。出産後、地元オーストリアのザールバッハ・ヒンターゲルムで行われた1991年の世界選手権でもスーパー大回転で金メダル、大回転でも銅メダルを取っている。 1992年のアルベールビルオリンピックにも出場、スーパー大回転で5位、大回転で4位に入った。ワールドカップでは通算5勝（スーパー大回転で2勝、大回転で3勝）を挙げている。
しかし、1994年1月29日にガルミッシュ＝パルテンキルヒェンで行われたワールドカップの滑降で、マイヤーは時速120kmでコース上に設置されていた速度計測器に激突し、ムルナウの病院に運ばれたものの死亡が確認された。それは他の出場選手が「なぜあんな場所で」と首をかしげるほど、技術的にも難易度が低く普通に通過するだけの場所での出来事であった。そのシーズンを最後に引退する予定であったマイヤーの遺骨は現在、故郷の村ラウリスに埋葬されている。

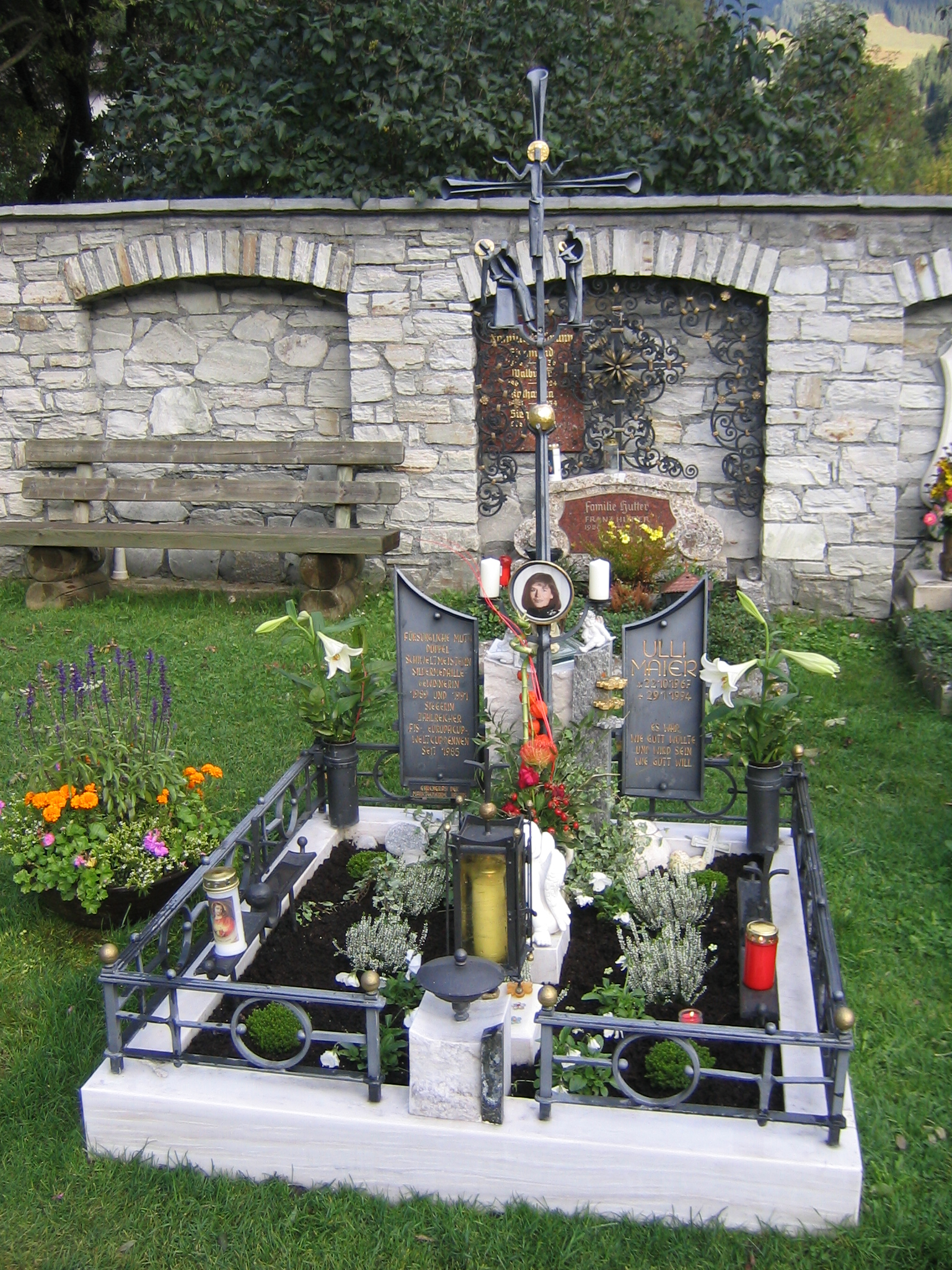
ウルリケ・マイヤーの墓地